# Бохумська обсерваторія
Бохумська обсерваторія (нім. Sternwarte Bochum) — приватна обсерваторія в Бохумі в Німеччині. Основну увагу обсерваторія приділяє радіоастрономії та дослідженням навколишнього середовища.

## Історія та задачі

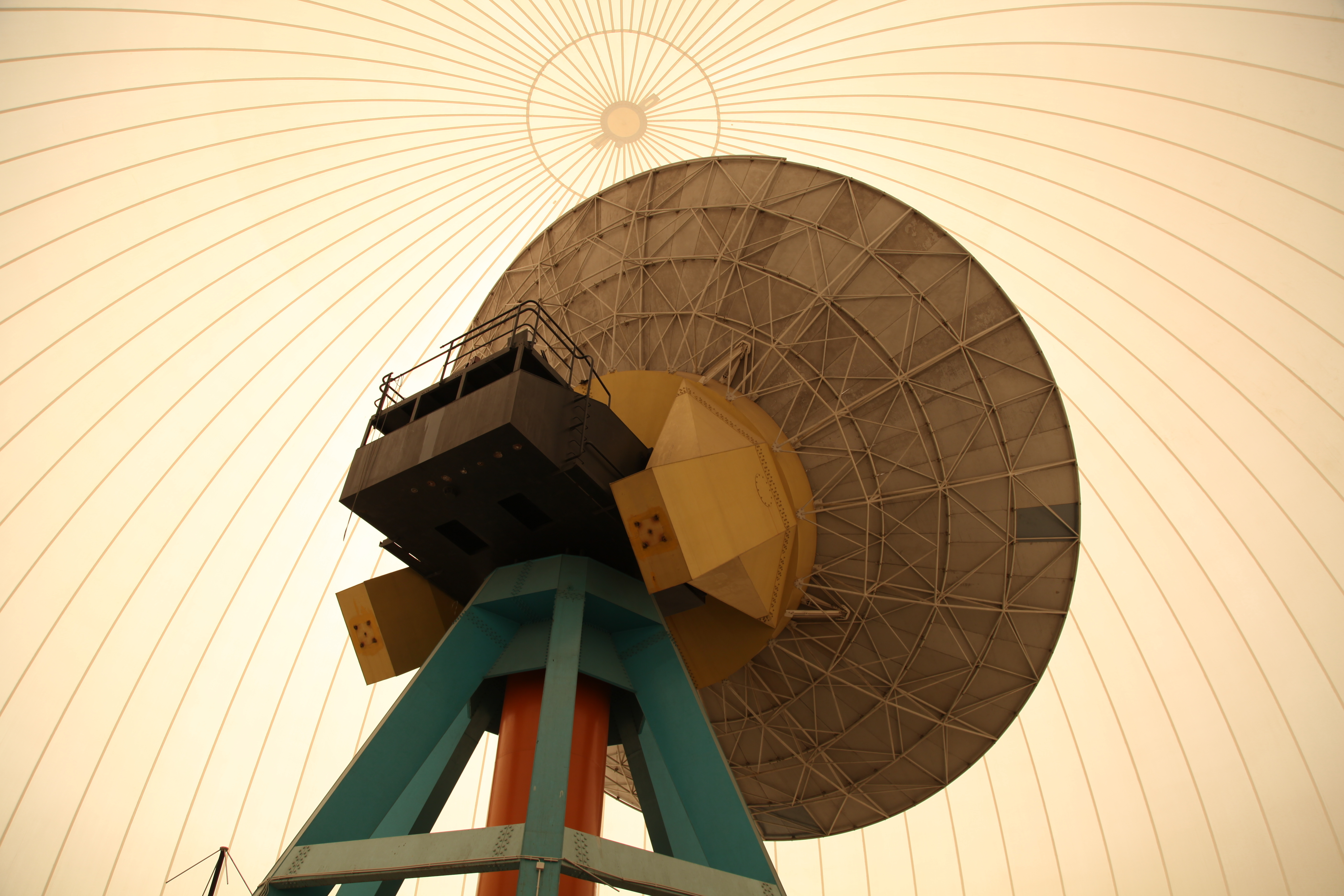
Параболічна антена в радіокуполі

У 1946 році Гайнц Камінський заснував Бохумську обсерваторію як громадську обсерваторію центру освіти для дорослих у районі Зундерн. З часом її перейменували на «Інститут космічних досліджень / Бохумську обсерваторію» (нім. Institut für Weltraumforschung / Sternwarte Bochum). Після запуску 4 вересня 1957 року Супутника-1, першого штучного супутника Землі, у Бохумі спромоглися прийняти його сигнали 7 жовтня 1957 року. Це привернуло увагу ЗМІ і збільшило зацікавлення громадськості обсерваторією.
Бохумська обсерваторія отримала замовлення від Федеральної розвідувальної служби Німеччини на спостереження за космосом. На той час обсерваторія мала фінансові труднощі, і в 1975 році вона стала отримувати від Федеральної розвідувальної служби 500 000 німецьких марок на рік.
У 1982 році Інститут космічних досліджень / Бохумська обсерваторія була перейменована на Інститут досліджень навколишнього середовища та майбутнього (нім. Institut für Umwelt- und Zukunftsforschung, IUZ). Нові завдання інституту включали вирішення соціально-політичних та глобальних екологічних проблем. Нині інститут працює як заклад безперервної освіти, його навчальну роботу підтримує Державний центр політичної освіти при Міністерстві економіки та праці землі Північний Рейн-Вестфалія.
У 1999 році Гайнц Камінський призначив своїм наступником Тіло Ельснера. Ельснер працює в Бохумській обсерваторії з лютого 1995 року та зробив вагомий внесок у технічне обслуговування та реконструкцію радіокупола обсерваторії, який підтримувався стисненим повітрям та постраждав у жовтні 1999 року через розрив поліестерової оболонки. У 2002 році Гайнц Камінський помер.
У березні 2009 року радіоаматори Бохумської обсерваторії за допомоги 20-метрової параболічної антени прийняли сигнали з Венери (радіозв'язок Земля-Венера-Земля). Це був перший випадок, коли в Німеччині вдалося прийняти радіовідлуння від іншої планети.

## Обладнання
Інститут має кілька антен для приймання даних з геостаціонарних і навколоземних супутників і міжпланетних космічних апаратів.
Найбільшою спорудою інституту є надувний радіокупол заввишки 40 метрів, який захищає 20-метрову параболічну антену від впливу навколишнього середовища. Антена має загальну вагу понад 220 тонн і може як приймати, так і передавати дані. Після повного вдосконалення системи, вона має точність наведення приблизно 1/1000 градуса і, таким чином, готова до керування запланованою місією на Марс P5A.
Крім того, у інститут має 1000 квадратних метрів виставкової площі та лекційну кімнату на 160 осіб.

## Постійна експозиція

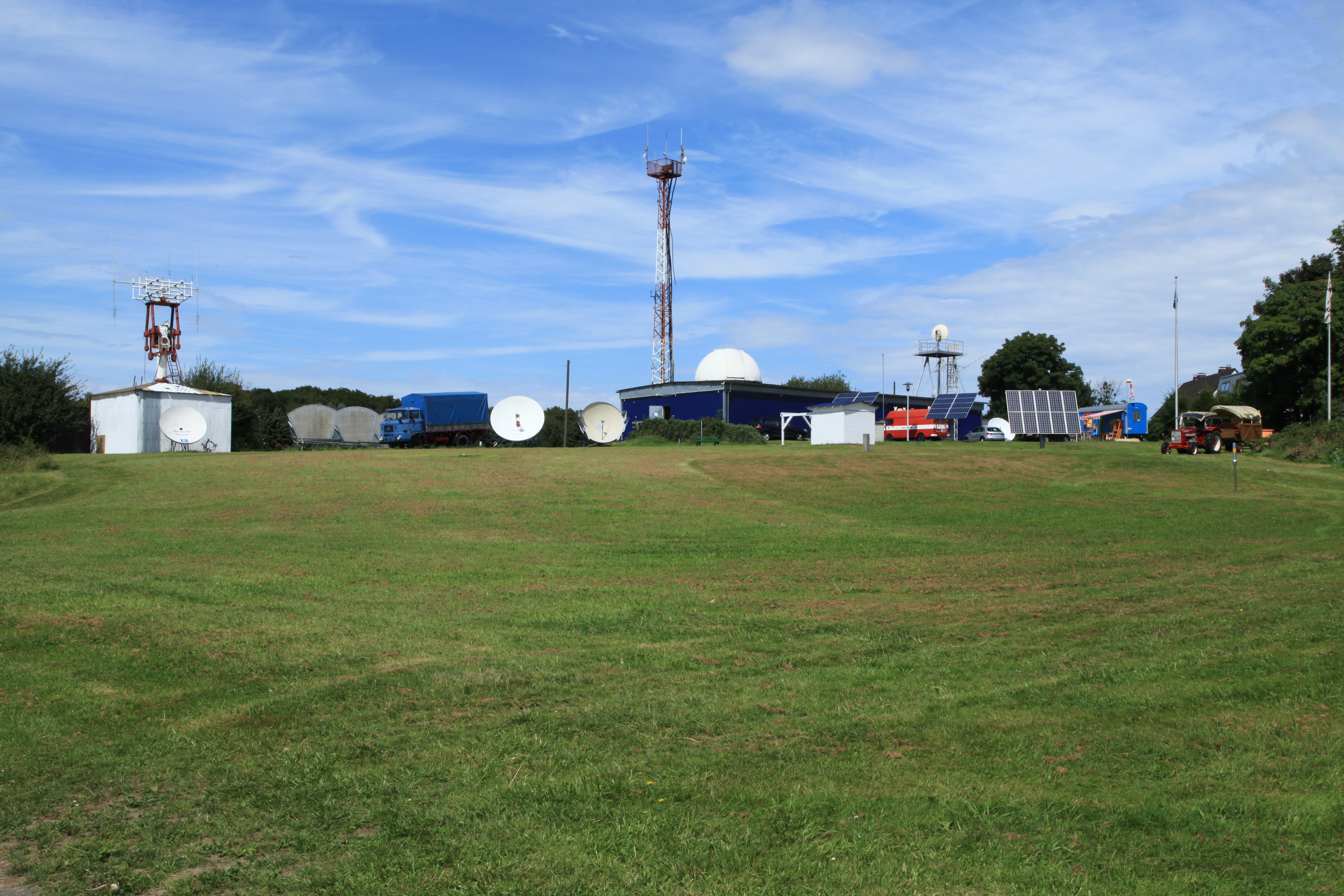
Антени та господарські споруди

«Космос, комунізм, холодна війна — Спутнік 50: Історія космічних подорожей у двох політичних системах» (нім. Kosmos, Kommunismus, Kalter Krieg – Sputnik 50: Die Geschichte der Raumfahrt in zwei politischen Systemen) — це виставка в радіокуполі Бохумської обсерваторії, спонсорована Федеральним фондом переоцінки диктатури SED. Виставка розповідає про космічні змагання між політичними системами від першого приймання сигналів Супутника-1 в 1957 році до сьогодення.

## В культурі
- Обсерваторії присвячено 45-хвилинний документальний фільм Мартіна Герцога та Габріеле Якобі 2009 року «Як місяць прийшов у Бохум» (нім. Wie der Mond nach Bochum kam).
- У 2015 році територія обсерваторії та радіокупол слугували місцем зйомок епізоду «Зоряна подорож» (нім. Sternenreise) кримінального серіалу «Гельдт»[de]. У цьому епізоді бохумський головний інспектор Ніколас Гельдт має розкрити терористичний акт на космічній виставці.
- Фрайбурзький гурт «Personable Excavator» назвав пісню на честь обсерваторії[7].